# Nara (Volk)
Die Nara sind eine Ethnie, die großteils im westlichen Eritrea lebt (112.000 Nara), außerdem in nördlichen Äthiopien (76.000 Nara). Die sesshaften Nara teilen sich in vier Unterstämme auf: Higir, Mogareb, Koyta und Santora. Seit dem 19. Jahrhundert sind meisten von ihnen Muslime.
Die Nara in Eritrea siedeln entlang der Grenze zum Sudan, die Nara in Äthiopien im Norden der Region Tigray, an der Grenze zu Eritrea.